# Сара Силверман
Сара Силверман (енгл. Sarah Silverman; Бедфорд, 1. децембар 1970) је америчка стендап комичарка, глумица, сценаристкиња и продуценткиња.
Позната је по свом сатиричном стилу комедије који се на ироничан начин бави контроверзним темама као што су расизам, сексизам и религија.
Силверманова је 18 недеља била сценаристкиња, а повремено и члан глумачке поставе скеч-комедије Уживо суботом увече, а од 2007. године до 2010. године била је продуценткиња сопствене емисије Програм Саре Силверман на каналу Комеди сентрал. Године 2010. објавила је аутобиографију под називом The Bedwetter. Такође је позната по улогама у филмовима Школа рока (2003), Разбијач Ралф (2012) и Ко преживи, причаће (2014). Добитница је награде Еми за ТВ специјал Сара Силверман: Људи су чудо.